# LOVESICK (FIVE NEW OLDのアルバム)
『LOVESICK』（ラブシック）は、日本のロックバンド・FIVE NEW OLDが2012年6月13日にOCTAVE RECORDSから発売したミニアルバムである。キャッチコピーは「光り輝くポップネス!!」。

## 概要
FIVE NEW OLDが、TWILIGHT RECORDSが新たに設立したレーベル「OCTAVE RECORDS」の第一弾アーティストとしてリリースした、初の公式音源となるミニアルバム。本作では、エンジニアにFACTやsfprを手がけるKSGW、マスタリングエンジニアにアラン・ドゥシェーズを招いている。
「LOVE SICK」や「Love Sick」と表記されることもあるが、正式なタイトルは「LOVESICK」である。
後にHIROSHIは、本作のリリース時に「自分が表現したいものはこの枠には収まりきらない、この縛りがあったら無理だ」と思ったと語っている。
現在は廃盤となっている。また、今作はサブスクリプションサービスでの配信は行われていない。

## 収録曲
1. Something You Want Is Something I Don't
  - 2012年9月1日にリリックビデオが公開された[6]。
  - デモ音源に収録されている楽曲[7]。
2. Perfectly Imperfect
3. Got Me
4. Victim Of Love
  - デモ音源に収録されている楽曲[7]。
5. A Secret Parade
6. I'm Stuck In Limbo
7. She's The Only One Who Makes Me Rash
  - 2010年10月に500枚を完売させた初のデモ音源「She’s The Only One Who Makes Me Rash」に収録されている楽曲[8]。
  - 2011年5月11日に発売されたZESTONE RECORDSのコンピレーション・アルバム「ZEST FOR LIVING vol.01」にも収録されている[9]。

## 参加ミュージシャン
FIVE NEW OLD
- Hiroshi Nakahara（ボーカル・ギター）
- Wataru Omori（ギター・キーボード）
- Yoshiaki Nakai（ベース）
- Hayato Maeda（ドラムス）